# 米德韋 (密西西比州科派亞縣)
米德韋（英語：Midway）是位於美國密西西比州科派亞縣的非建制地區。

## 歷史
米德韋的郵局於1893年設立，其後於1905年停運。

## 地理
米德韋所處的海拔為高於海平面147米（即482英呎），而該地所採用的時區為UTC-6，即北美中部時區（CST）。同時該地設有夏令時間，為UTC-6調快一小時，即UTC-5（CDT）。